# Desastre naval de las Sorlingas de 1707
El desastre naval de las Sorlingas de 1707 (denominado Scilly naval disaster of 1707 en las fuentes anglosajonas) fue la pérdida de cuatro buques de guerra de una flota de la Marina Real británica frente a las islas Sorlingas el 22 de octubre de 1707, que se produjo en unas condiciones climáticas muy desfavorables. Entre 1400 y 2000 marineros a bordo de los buques hundidos perdieron la vida, lo que hace que el accidente sea uno de los peores desastres marítimos en la historia naval británica. El desastre se ha atribuido a una combinación de factores, incluida la incapacidad de los pilotos de altura para calcular con exactitud su posición, errores en las cartas y libros de navegación disponibles y brújulas inadecuadas.

## Antecedentes

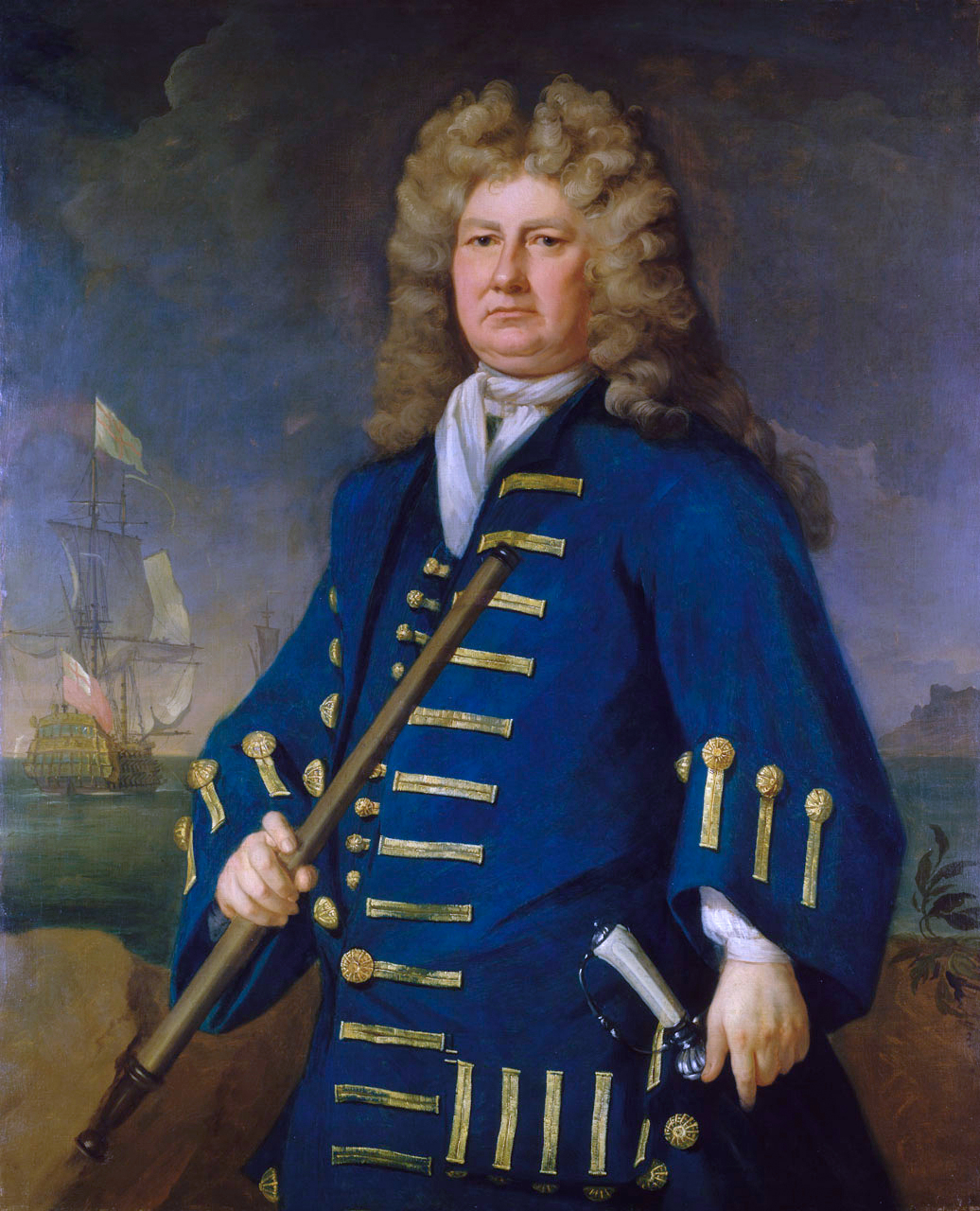
Sir Cloudesley Shovell (1650-1707). Óleo obra de Michael Dahl

Del 29 de julio al 21 de agosto de 1707, durante el guerra de sucesión española, una fuerza combinada británica, austríaca y holandesa bajo el mando de Eugenio de Saboya puso sitio al puerto francés de Tolón. Gran Bretaña envió una flota para proporcionar apoyo naval, liderada por el Comandante en Jefe de las Flotas Británicas, sir Cloudesley Shovell. Los barcos navegaron hacia el Mediterráneo, atacaron Tolón y lograron infligir daños a la flota francesa atrapada en el asedio. Sin embargo, la campaña en general no tuvo éxito y se ordenó a la flota británica que regresara a casa, zarpando desde Gibraltar hacia Portsmouth a finales de septiembre. La fuerza bajo el mando de Shovell comprendía quince navíos de línea (Association, Royal Anne, Torbay, St George, Cruizer, Eagle, Lenox, Monmouth, Orford, Panther, Romney, Rye, Somerset, Swiftsure, y Valeur), así como cuatro brulotes (Firebrand, Griffin, Phoenix, y Vulcan), el sloop Weazel y el yate Isabella.

## Pérdida de los barcos

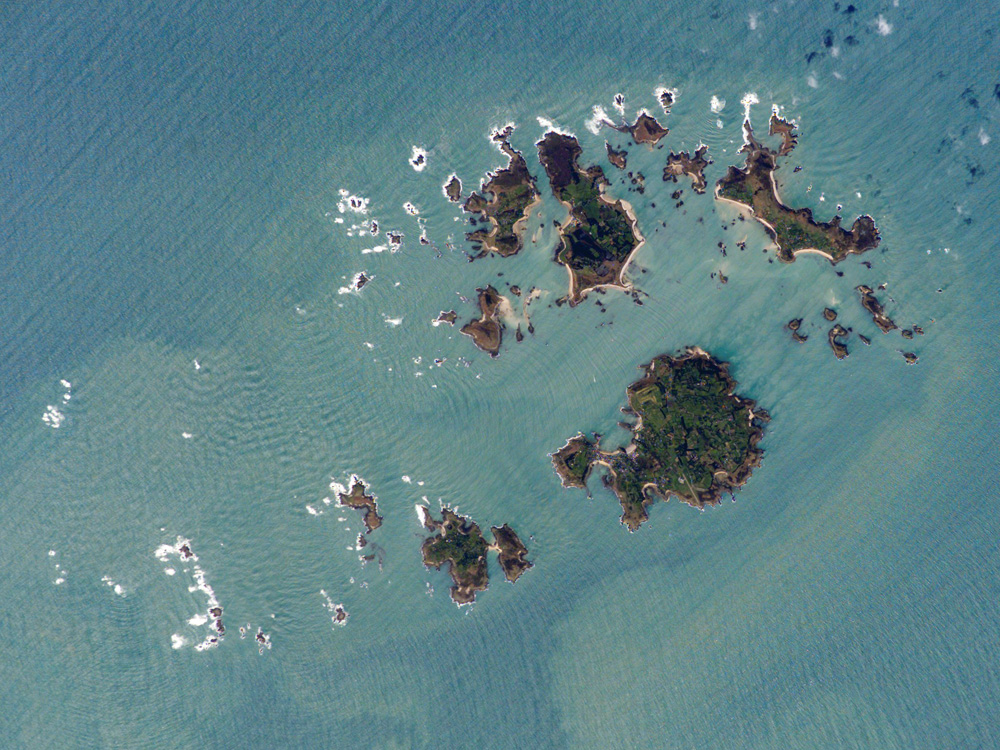
Las islas Sorlingas. Las rocas del Oeste, las rocas Crim y la roca Bishop, todas están en la parte inferior izquierda de la imagen

La flota de Shovell formada por veintiún barcos salió de Gibraltar el 29 de septiembre, con el HMS Association como su propio buque insignia, el HMS Royal Anne como buque insignia del vicealmirante George Byng y el HMS Torbay como buque insignia de contralmirante Sir John Norris. La travesía estuvo marcada por un clima extremadamente malo, constantes turbonadas y un temporal del oeste. Cuando la flota se dirigió al océano Atlántico tras pasar por el golfo de Vizcaya en su camino a Inglaterra, el clima empeoró y la mayoría de los días fue imposible realizar las observaciones necesarias para determinar su latitud. El 21 de octubre comenzaron a obtenerse datos de los sondeos, con profundidades de 93 a 130 brazas (aproximadamente 170 a 240 metros), lo que indicaba que se acercaban al borde de la plataforma continental. Al mediodía de ese día, el tiempo se despejó y se obtuvieron buenas lecturas de latitud, a 48° 50-57' N. En conjunto, estas observaciones sugirieron una ubicación a unas 200 millas al oeste-suroeste de las islas Sorlingas. Esta fue la última observación de latitud, y el resto del viaje se basó en la navegación por estima.
Debido a las conocidas dificultades de la navegación de larga distancia, era una práctica común en ese momento enviar una fragata a buscar a una flota que regresaba, con el fin de ayudar a guiarla de manera segura a puerto. El HMS Tartar fue enviado desde Plymouth el 21 de octubre, pero regresó el día 24 sin haberse encontrado con la flota de Shovell.

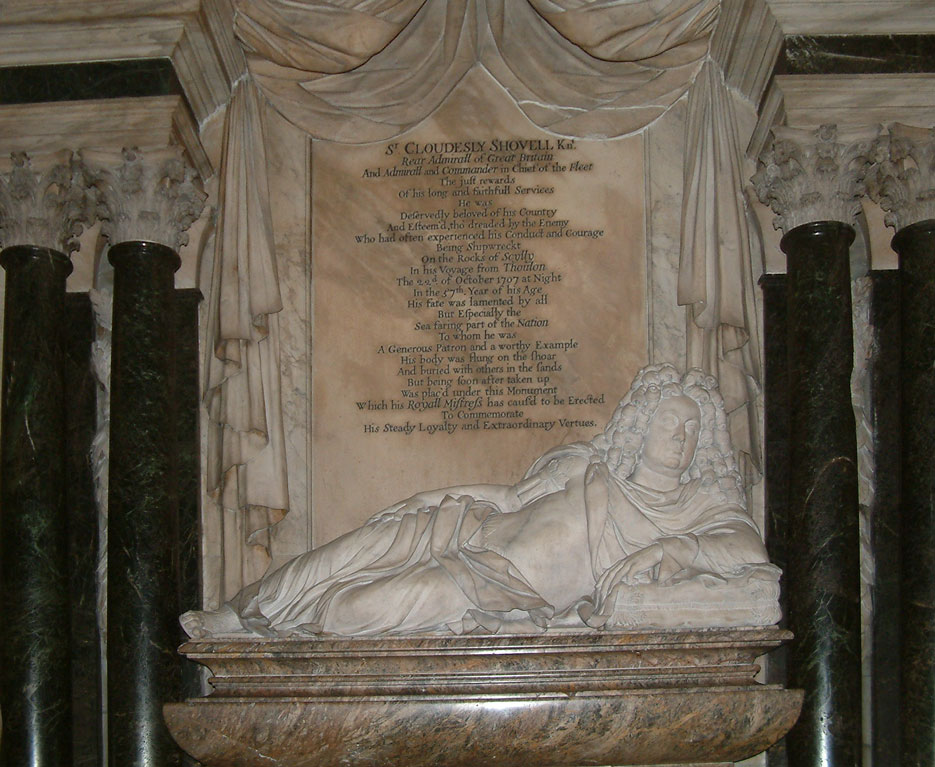
Monumento de Shovell en la Abadía de Westminster por Grinling Gibbons

A primeras horas del día 21, el viento había retrocedido de norte a suroeste, dando a la flota un viento favorable, navegando de este a noreste. A las 11 de la mañana, se separaron tres barcos para dirigirse a Falmouth en servicio de convoy. A las 4 de la tarde del 22 de octubre, la flota zarpó y volvió a realizar sondeos. El viento seguía siendo favorable, aunque la visibilidad era escasa y se acercaba la noche. Presuntamente creyendo que el canal estaba ante ellos, Shovell dio la orden de seguir navegando, alrededor de las 6 de la tarde. La flota se dirigió de este a norte hasta que aproximadamente a las 8 pm el buque insignia y varios otros barcos se encontraron entre las rocas al suroeste de la isla de Santa Agnes. Cuatro barcos se perdieron cuando chocaron contra las rocas:
- HMS Association, un navío de línea de segunda clase con 90 cañones, comandado por el Capitán Edmund Loades, que golpeó la roca Gilstone Exterior (el pecio se localizó el 21 de febrero de 2010). El barco chocó con las rocas del Oeste a las 8 pm y se hundió, ahogándose toda su tripulación de unos 800 hombres y al propio almirante Shovell.[12][13] Navegando por detrás del Association estaba el St George,[2] cuya tripulación vio hundirse el buque insignia en tres o cuatro minutos. El St George también chocó contra las rocas y sufrió daños, pero finalmente logró salvarse, al igual que el HMS Phoenix, que llegó a tierra entre las islas Sorlingas de Tresco y San Martín,[2] y pudo mantenerse en condiciones de navegar.
- HMS Eagle, un navío de línea de tercera clase con 70 cañones, comandado por el Capitán Robert Hancock,[6] golpeó las rocas de Crim y se perdió fatalmente en Tearing Ledge, entre las rocas del Oeste. Se estima que el HMS "Eagle" tenía al menos tanta tripulación como el HMS "Association",[6] y no hubo supervivientes. Hundiéndose a unos cientos de metros de la roca Bishop, el pecio se encuentra a una profundidad de unos 130 pies (39,6 m).[2]
- HMS Romney, una navío de línea de cuarta clase con 50 cañones, comandado por el Capitán William Coney,[6] colisionó contra la roca Bishop y se hundió con todos menos uno de sus 290 tripulantes perdidos.[14] El único superviviente de los tres barcos más grandes fue George Lawrence, que había trabajado como carnicero antes de unirse a la tripulación del "Romney" como intendente.[15][16]
- HMS Firebrand, un brulote comandado por el Capitán Francis Percy, golpeó la roca Outer Gilstone como el "Association", pero a diferencia del buque insignia, una ola lo levantó. Percy logró dirigir su barco muy dañado al lado sur de las rocas del Oeste[2] entre Santa Agnes y la isla Annet, pero se hundió en Smith Sound, quedando sumergido cerca de la roca Menglow y perdiendo a 28 de sus 40 tripulantes,[15] aunque también se informó que los supervivientes habían sido 23.[6]

De los otros barcos de la flota, el HMS Royal Anne se salvó de naufragar porque su tripulación colocó rápidamente las gavias, aunque llegó a rozar con las rocas cuando se encontraba a menos de una eslora de distancia de los escollos.
Se desconoce el número exacto de oficiales, marineros e infantes de marina que murieron en el hundimiento de los cuatro barcos. Las declaraciones varían de 1400 a más de 2000, lo que convierte al naufragio de las Sorlingas de 1707 en uno de los mayores desastres marítimos de la historia británica. Durante los días posteriores, continuaron apareciendo cuerpos en la costa de las islas junto con los restos de los buques de guerra y efectos personales. Muchos de los marineros muertos en el naufragio fueron enterrados en la isla de Santa Agnes.
El cuerpo del almirante Shovell, junto con los de sus dos hijastros Narborough y su capitán de bandera, Edmund Loades, apareció en Porthellick Cove, en la isla de Santa María al día siguiente, casi a 7 millas (11,3 km) del lugar donde naufragó el "Association". Posteriormente se erigió un pequeño monumento en este sitio. Las circunstancias en las que se encontraron los restos del almirante dieron lugar a historias (véase más abajo). Shovell fue enterrado temporalmente en la playa de la isla de Santa María. Por orden de la reina Ana, su cuerpo fue posteriormente exhumado, embalsamado y llevado a Londres, donde fue enterrado en la Abadía de Westminster. Su gran monumento de mármol en el pasillo sur del coro fue esculpido por Grinling Gibbons. Hay un monumento que representa el hundimiento del "Association" en la iglesia de la casa de los Narborough, en Knowlton, cerca de Dover.

## Legado

### Leyendas sobre el desastre

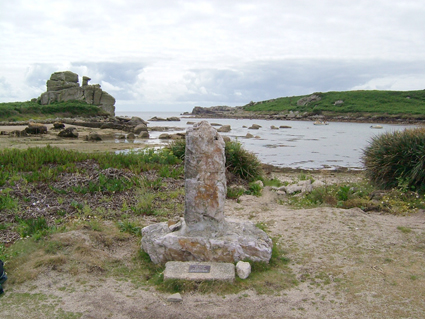
Memorial de Shovell en Porthellick Cove

Han surgido varios mitos y leyendas sobre el desastre. Una historia afirma que Shovell convocó a los capitanes de navegación al buque insignia el 22 de octubre para un consejo sobre la posición de la flota parece haber aparecido por primera vez en un documento de James Herbert Cooke presentado en una reunión de la Sociedad de Antigüedades de Londres en 1883, basado en un relato de Edmund Herbert, que estuvo en las Islas Sorlingas en 1709. Aunque tal reunión no es improbable en sí misma, habría sido una operación complicada, que implicaría el lanzamiento de barcas desde los navíos en condiciones meteorológicas adversas, y sería de esperar que el hecho se hubiera reflejado en los registros de los barcos. Los registros conservados muestran de hecho eventos anteriores de este tipo, pero no se hace mención de un consejo el día 22.
Otro mito asociado con el desastre alega que un marinero común en el buque insignia trató de advertir a Shovell de que la flota estaba fuera de curso, pero el Almirante lo hizo colgar de la verga por incitar a un motín. La historia apareció por primera vez en las Islas Sorlingas en 1780, y afirma que el marinero era un nativo de las islas que reconoció las aguas como cercanas a su hogar, pero que fue castigado por advertir al Almirante. Se dice que la hierba nunca crecerá en la tumba donde Shovell fue enterrado por primera vez en Porthellick Cove debido a su acto tiránico contra un isleño. El mito fue embellecido en el siglo XIX cuando el castigo se convirtió en ejecución instantánea y el conocimiento del marinero de la posición de la flota se atribuyó a habilidades de navegación superiores, en lugar de su conocimiento de la zona. Si bien es posible que un marinero haya debatido la ubicación del barco y temido por su destino, tales debates eran comunes al entrar en el Canal de la Mancha, como señaló Samuel Pepys en 1684. Los historiadores navales han desacreditado repetidamente la historia, señalando la falta de evidencia en los documentos contemporáneos, sus extravagantes convenciones y sus orígenes dudosos. Sin embargo, el mito revivió en 1997 cuando la escritora Dava Sobel lo presentó como una verdad absoluta en su libro Longitude.: 11-16 
Otra historia que se cuenta a menudo es que Shovell sobrevivió y pudo llegar a la orilla de las Sorlingas en Porthellick Cove, pero que fue asesinado por una mujer para robarle su valioso anillo de esmeralda, que le había dado un amigo cercano, el capitán James Lord Dursley. En ese momento, las islas Sorlingas tenían fama de ser un lugar salvaje y sin ley. De acuerdo con una carta escrita en 1709 por Edmund Herbert, quien fue enviado a las Sorlingas por la familia de Shovell para ayudar a localizar y recuperar artículos pertenecientes al almirante, el cuerpo de Sir Cloudesley fue encontrado por primera vez por dos mujeres que lo "despojaron de su camisa" y "su anillo también se perdió de su mano, que sin embargo dejó huella en su dedo". La viuda de Shovell, Elizabeth, había ofrecido una gran recompensa por la recuperación de cualquier propiedad familiar. Se afirma que la historia del asesinato solo salió a la luz unos treinta años después, cuando la mujer, en su lecho de muerte, presentó el anillo robado y confesó a un clérigo que había matado al almirante. El clérigo supuestamente lo envió de regreso al 3er conde de Berkeley, aunque varios historiadores dudan de la leyenda del asesinato, ya que no hay registro del regreso del anillo y la historia proviene de una "confesión en el lecho de muerte" romántica e imposible de verificar.

### Navegación marítima
Hubo mucha discusión sobre las dificultades a las que se enfrentaban los marineros al acercarse al canal en los años anteriores y posteriores al desastre de las Sorlingas. En 1700, Edmund Halley publicó un "anuncio" (advertencia) sobre los peligros que acechan a los barcos que pasan por error al norte de las Sorlingas, en lugar de al sur, como estaba previsto, que describió como "no sin un gran peligro y la pérdida de muchos de ellos". . Identificó dos factores responsables de los errores: no tener en cuenta la declinación magnética, alrededor de 7° al oeste, y errores en los libros de navegación, que ubicaban las islas hasta 15 millas al norte de su posición real. Recomendó un rumbo no más al norte de 49° 40' para permanecer a salvo al sur tanto de las Sorlingas como de Lizard.
Otro factor posible, sospechado por algunos marineros en ese momento pero no documentado durante casi otros 100 años, era la existencia de una corriente que se dirigía hacia el norte, la corriente de Rennell, que podía recorrer 15 millas en 24 horas, suficiente para poner en peligro un barco en alta mar. La corriente se acentúa con fuertes vientos del oeste o del suroeste, como fue el caso en octubre de 1707.
Al escribir sobre el desastre de las Sorlingas en 1720, Josiah Burchett escribió: "No puedo dejar de tener una idea viva del peligro al que están expuestas las flotas al ingresar en el Canal Británico, cuando vienen de mares extranjeros, pero más especialmente cuando sus oficiales no tienen la ventaja de conocer su latitud mediante una buena observación". Por lo tanto, los dos escritores identificaron la importancia de los errores de latitud.
La longitud también era, obviamente, importante para un barco que se acercaba al canal. Antes de que estuvieran disponibles los métodos astronómicos para determinar la longitud, los navegantes confiaban en los sondeos de la profundidad del océano con plomo y sedal. La plataforma continental se extiende hasta aproximadamente la línea de 100 brazas (180 m) y luego desciende muy bruscamente a miles de metros. Un barco que se acercaba "a la zona de sondeos", donde la profundidad podía medirse con una línea de sondeo de 100 a 150 brazas, conocía así su longitud aproximada.

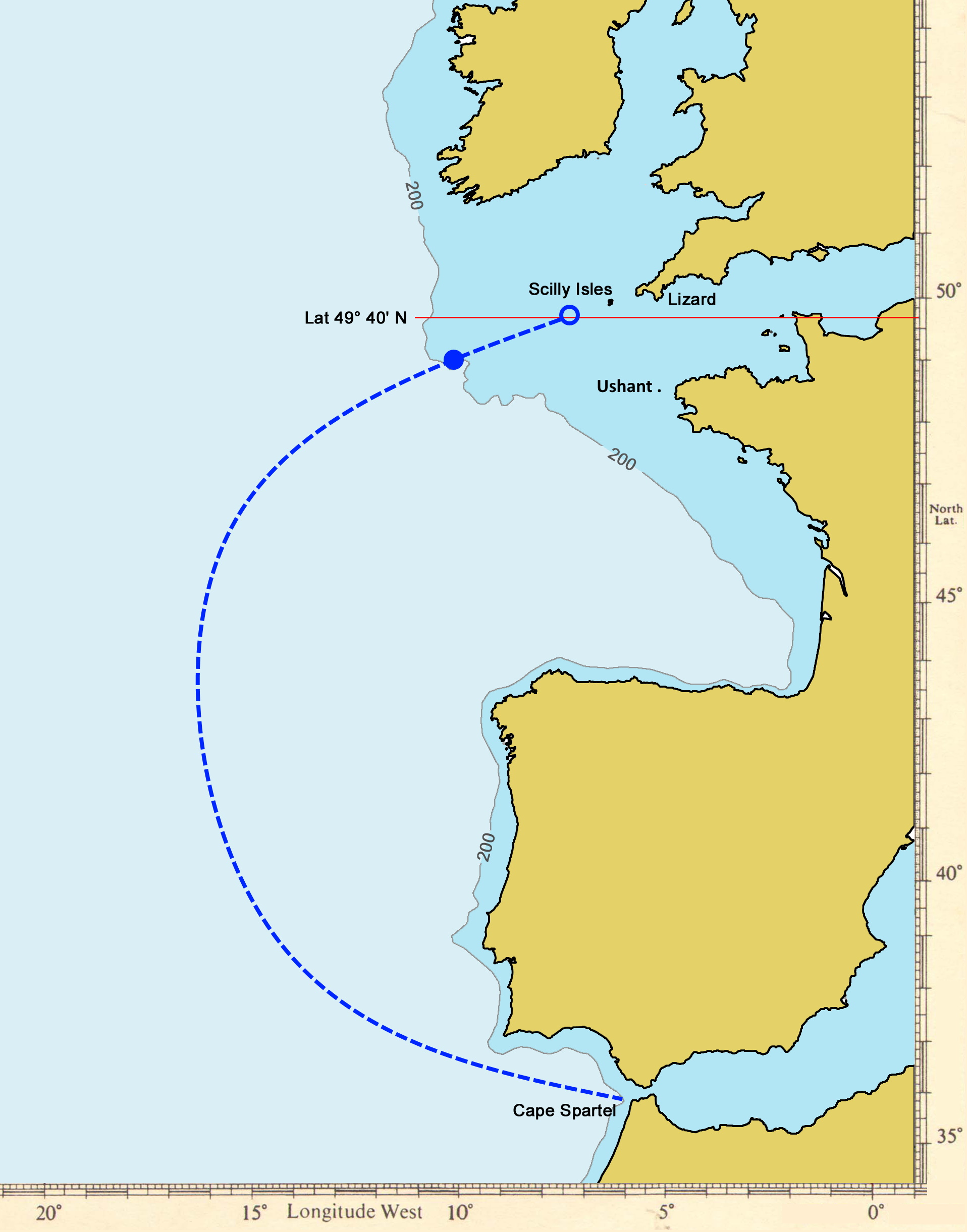
La línea azul discontinua muestra la ruta aproximada de la flota de Shovell desde el cabo Espartel hasta las islas Sorlingas en octubre de 1707. El círculo relleno muestra la posición estimada el 21 de octubre, basada en observaciones de latitud y sondeos. The El círculo vacío muestra la posición estimada del HMS Orford cuando zarpó hacia destino el 22 de octubre, con el resto de la flota, antes de emprender la última etapa fatal del viaje. La línea horizontal roja muestra la latitud recomendada por Halley como límite norte seguro paraentrar al canal.

La información de la que disponía la flota se ha analizado utilizando datos de los numerosos cuadernos de navegación de los barcos supervivientes. A veces se ha asumido que el mal tiempo durante el viaje impidió por completo la determinación de la latitud, pero de hecho el tiempo despejó lo suficiente como para realizar al menos algunas observaciones. Por tanto, las posiciones calculadas eran una mezcla de navegación a estima, sondeos y observaciones de latitud. El curso aproximado de la flota se muestra a la derecha, con las posiciones de los últimos dos días a partir de los registros de los barcos que sobrevivieron al desastre. El gráfico también muestra el límite norte recomendado por Halley. La flota estaba claramente demasiado al norte para continuar con rumbo este a norte, lo que nuevamente sugiere un error de latitud. May señala que si bien las latitudes registradas en los libros de registro eran más precisas que las longitudes, todavía había un margen estimado de más de 40 millas náuticas en las latitudes registradas.: 331 
El HMS "Orford" y el diario del teniente Lochard sobrevivieron al desastre. El HMS Association y sus registros no lo hicieron, por lo que no hay forma de saber exactamente qué información tenía Shovell disponible. El relato de un consejo de capitanes de barcos que discutió su posición es casi con certeza uno de los mitos del desastre, como se sugirió anteriormente. Pero si Shovell se dirigía de este a norte hacia el Canal durante la noche, presumiblemente creía que estaba a salvo al sur de las Sorlingas. El capitán del Torbay escribió en su diario: "Estábamos mucho más al norte de lo que se esperaba, y también más al este".: 25  May consideraba que el error fue de latitud, pero debido más a la inexactitud de las cartas que a las observaciones de los barcos.
Si bien la afirmación de Dava Sobel de que el desastre se debió principalmente a un error de estimación de longitud, el naufragio de una flota de la Royal Navy en aguas nacionales causó una gran consternación en Gran Bretaña y dejó en evidencia la insuficiencia de las técnicas de navegación marítima existentes. La Royal Navy llevó a cabo un consejo de guerra a los oficiales del "Firebrand", que fueron absueltos, pero ningún oficial  de los otros barcos perdidos sobrevivió, por lo que no se llevó a cabo ningún otro consejo de guerra. La Marina también llevó a cabo un estudio de las brújulas de los barcos supervivientes y de los de los astilleros de Chatham y Portsmouth, tras los comentarios de Sir William Jumper, capitán del "Lenox", de que deficiencias en las brújulas habían causado los errores de navegación. La encuesta mostró el mal estado en el que se encontraban muchas de las brújulas; en Portsmouth, por ejemplo, solo cuatro de las 112 brújulas con caja de madera de nueve de los barcos que regresaban resultaron útiles.
Claramente, se necesitaban mejoras urgentes antes de que se pudiera esperar que los barcos encontraran de manera segura su camino a través de aguas peligrosas. A medida que los viajes transoceánicos aumentaron en importancia, también lo hizo la necesidad de una navegación fiable. Si bien no se conocen discusiones contemporáneas que parezcan relacionar el desastre específicamente con la historia de la longitud, la escala del desastre puede haber contribuido a la preocupación por el problema en general, lo que finalmente llevó a la promulgación de la Ley de longitud en 1714. La Ley estableció la Junta de Longitud y ofreció grandes recompensas económicas a cualquiera que pudiese idear un método para determinar con precisión la longitud en el mar. Después de muchos años, la consecuencia de la Ley fue que se produjeron cronómetros marinos precisos y se desarrolló el método de la distancia lunar, que se adoptaron rápidamente en todo el mundo para la navegación marítima.

## Descubrimiento de los pecios
Los barcos de la flota de Sir Cloudesley Shovell permanecieron tranquilos en el lecho marino durante más de 250 años, a pesar de varios intentos de salvamento en busca del cargamento de monedas valiosas del buque insignia, del botín obtenido en varias batallas, y de armas y efectos personales. En junio de 1967, el dragaminas HMS Puttenham de la Royal Navy, con doce buzos a bordo bajo el mando del teniente ingeniero Roy Graham, navegó a las islas Sorlingas y echó el ancla en Gilstone Ledge, justo al sureste de la roca Bishop y cerca de las rocas del Oeste. El año anterior, Graham y otros especialistas del Naval Air Command Sub Aqua Club se habían sumergido en esta área en un primer intento de encontrar al navío "Association". Algunos años después recordaba que: "El clima era tan malo, que todo lo que logramos fue ver una mancha de algas marinas, focas y aguas blancas mientras fuimos arrastrados a través del Arrecife Gilstone, afortunadamente por el otro lado". En su segundo intento en el verano de 1967, utilizando el dragaminas y apoyados por los Servicios Auxiliares de la Royal Navy, Graham y sus hombres finalmente lograron localizar los restos del buque insignia del almirante Shovell en Gilstone Ledge. Partes del naufragio están a 10 m de profundidad, mientras que otras se pueden encontrar entre 30 m y 40 m cuando el fondo del mar se aleja del arrecife. Los buzos descubrieron primero un cañón, y en la tercera inmersión encontraron monedas de oro y plata debajo de ese cañón. El Ministerio de Defensa inicialmente suprimió la noticia del descubrimiento por temor a atraer a los cazadores de tesoros, pero pronto se corrió la voz y despertó un gran interés nacional. Como las islas Sorlingas se administran tradicionalmente como parte del Ducado de Cornualles, el Duque de Cornualles también tiene el derecho de naufragio sobre todos los barcos hundidos en el archipiélago. Más de 2000 monedas y otros objetos fueron finalmente recuperados del lugar del naufragio y subastados por Sotheby's en julio de 1969. Una venta adicional en Sotheby's en enero de 1970, por orden del receptor del naufragio, recaudó 10.175 libras. Entre los productos vendidos se encontraba el orinal de Shovell por 270 libras esterlinas. Un plato de comedor maltratado, que había sido descubierto durante una inmersión en 1968, se vendió por 2100 libras. El redescubrimiento del Association por buzos navales y el hallazgo de tantos objetos históricos en su naufragio también llevó a más legislación gubernamental, en particular la Ley de Protección de Naufragios de 1973, aprobada en un intento de preservar los pecios históricos británicos como parte del patrimonio marítimo.

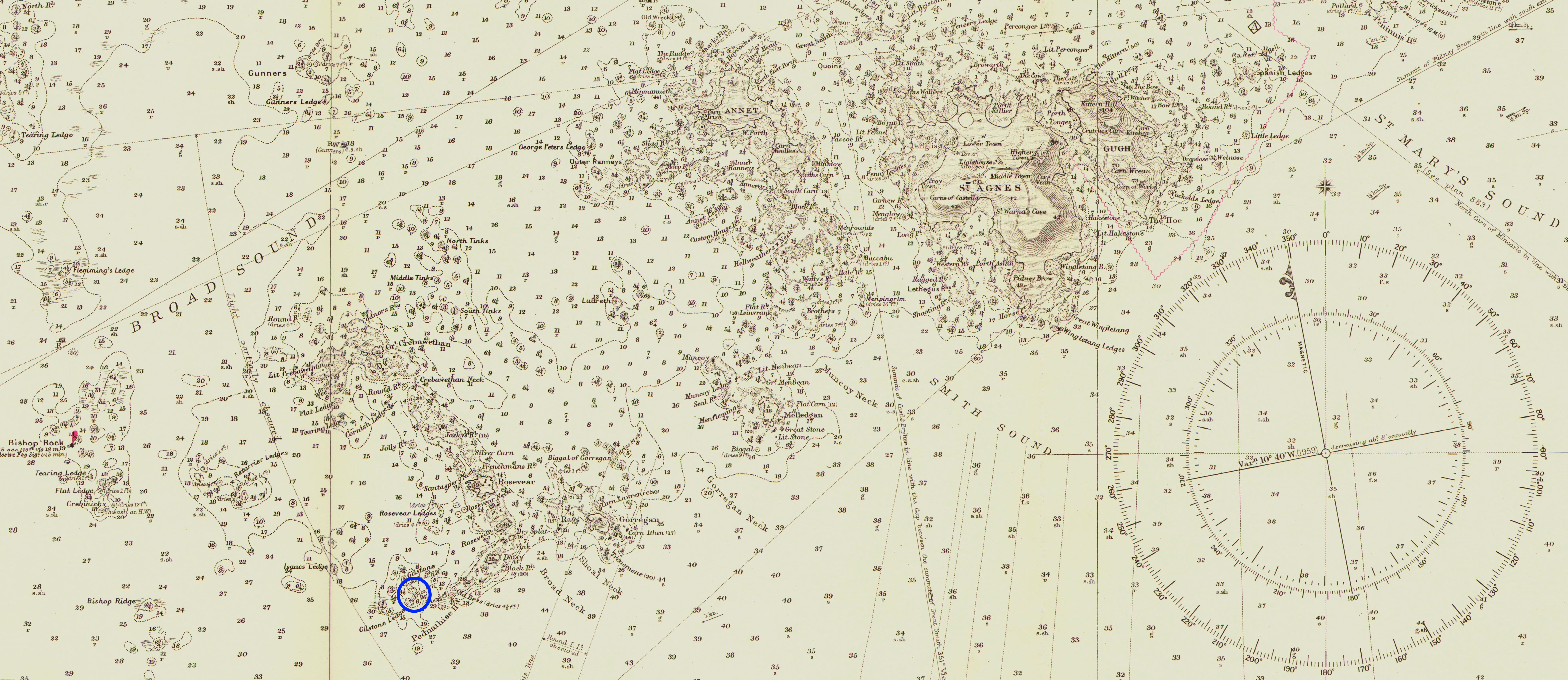
Sección de la Carta del Almirantazgo No 34 que muestra la ubicación del naufragio del HMS Association en las rocas de Gilstone

El pecio de "Firebrand" fue descubierto en 1982 y se recuperaron varios elementos, entre ellos pistolas y anclas, un nocturlabio de madera (para determinar la hora durante la noche), una campana y querubines tallados.
Hoy se exhiben fotografías de la expedición de buceo original en la Old Wesleyan Chapel de la isla de Santa María, con imágenes del líder del equipo, el teniente Graham, y un médico naval examinando huesos humanos procedentes del naufragio del Association, junto a la campana del Firebrand con el año de "1692" grabado, y muchos más objetos. En 2007, el tricentenario del desastre y sus consecuencias se conmemoró en las Islas Sorlingas con una serie de eventos especiales, organizados por el Concejo de las Islas Sorlingas en asociación con la oficina local AONB, English Heritage, Isles of Scilly Museum y Natural England.

## En la cultura popular
- El desastre aparece al comienzo del drama televisivo del año 2000 "Longitude", que se basa en el libro de Sobel del mismo título.[21]

## Lecturas relacionadas
- Roland Morris, Island Treasure: The Search for Sir Cloudesley Shovell's Flagship 'Association', Hutchinson 1969 (ISBN 0090894006)
- Peter McBride,  Richard Larn,  El tesoro y naufragio del almirante Shovell en las islas de Scilly , Shipwreck & Marine 1999 (ISBN 0952397129)
- Richard Larn (ed.),  La pobre Inglaterra ha perdido tantos hombres , Consejo de las Islas Sorlingas, 2007 (ISBN 0952397161)
- Mark Nicholls,  Norfolk Maritime Heroes and Legends , Cromer, Norfolk: Poppyland 2008, páginas 25–30 (ISBN 978-0-946148-85-1)